# رامون روسو
رامون روسو (اسپانیایی: Ramón Rosso‎؛ زادهٔ ۶ ژوئن ۱۹۹۶) بازیکن بیس‌بال اهل جمهوری دومینیکن است.
وی در مسابقات کشوری و بین‌المللی در مجموع برندهٔ ۱ مدال برنز شده‌است.